# Josef Šustr
Josef Šustr (15. března 1920 – ???) byl český a československý politik Komunistické strany Československa a poúnorový poslanec Národního shromáždění ČSR.

## Biografie
Ve volbách roku 1954 byl zvolen za KSČ do Národního shromáždění ve volebním obvodu Praha-venkov. V parlamentu setrval do února 1959, kdy rezignoval a nahradil ho Josef Černý.
K roku 1954 se profesně uvádí jako ředitel podniku Kovohutě Příbram.